# John Bell Hatcher
John Bell Hatcher (11 de outubro de 1861:3 – 3 de julho de 1904) foi um paleontólogo americano e caçador de fósseis conhecido como o "rei dos colecionadores" e mais conhecido por descobrir o Torosaurus e o Triceratops, dois gêneros de dinossauros descritos por Othniel Charles Marsh. Ele fazia parte de uma nova classe média profissional na ciência americana, tendo financiado sua educação com seu trabalho, ao mesmo tempo que era mais educado do que os colecionadores de fósseis mais antigos. Como tal, ele enfrentou desafios únicos ao longo de sua longa e produtiva carreira.

## Carreira

### Universidade de Yale e Serviço Geológico dos Estados Unidos
Envolvido pela paixão por coletar fósseis, Hatcher foi contratado por Marsh em 1884,:10 pela quantia inicial de US$ 50 por mês. Sua primeira missão foi trabalhar sob a supervisão de Charles Hazelius Sternberg para coletar materiais de um local em Long Island, Kansas, apelidado de "Pedreira de Rinocerontes de Long Island" pelo biógrafo Lowell Dingus.:32 Hatcher, com sua educação formal e treinamento em Marsh, provou ser um trabalhador cuidadoso e habilidoso em escavar fósseis com menos danos infligidos do que outros coletores.:36 Com base em seus métodos de escavação neste local, Hatcher foi considerado o primeiro a desenvolver um sistema de grade de quadrados numerados sobre um local de escavação, usando o mapa de grade para registrar os locais exatos de onde os espécimes foram escavados. Este tipo de sistema cartográfico é considerado a base da disciplina de Tafonomia.:35 A pedreira de rinocerontes de Long Island rendeu muitos espécimes ao longo de várias escavações, incluindo fósseis do gênero hoje conhecido como Teleoceras.:35
Hatcher trabalhou para Marsh até 1893 e se destacou no trabalho de campo de fósseis nos estados ocidentais. Em 1889 perto de Lusk, Wyoming, Hatcher escavou os primeiros restos fósseis do Torossauro. Hatcher acabou ficando insatisfeito em Yale, em parte por causa da política de Marsh de não permitir que assistentes publicassem por conta própria. Na correspondência de Hatcher para Marsh, ele citou o fracasso de Marsh em obter para ele um cargo permanente na Universidade de Yale ou no Serviço Geológico dos Estados Unidos, bem como o trabalho de campo constante sem interrupções para trabalhar em suas coleções, como suas razões para procurar outro emprego.:121–122
Em 1890, Hatcher pediu um cargo a William Berryman Scott, da Universidade de Princeton, mas não obteve sucesso devido ao financiamento. Em seguida, ele negociou com Henry Fairfield Osborn para um cargo no Museu Americano de História Natural, mas acabou assinando um contrato com Marsh para trabalhar como assistente em geologia no Museu Peabody de História Natural de 1891 a 1896; o contrato também lhe deu liberdade para trabalhar com suas coleções quando não estava em campo.:125 No entanto, em 1892, o financiamento do Serviço Geológico dos Estados Unidos foi drasticamente cortado pelo Congresso, e Marsh não podia mais pagar a Hatcher para cobrar por ele no Ocidente. Após algumas negociações, o contrato terminou no início de 1893.:163–173

### Universidade de Princeton
Em 1893, com uma carta de recomendação de Marsh,:174 depois de receber ofertas da Universidade de Princeton e da Academia de Ciências da Filadélfia:181 ele começou um emprego de sete anos na Universidade de Princeton com William Berryman Scott como curador de paleontologia de vertebrados no Museu Elizabeth Marsh de Geologia e Arqueologia e assistente em geologia, liderando expedições científicas de Princeton durante a temporada de campo e instruindo alunos em geologia, paleontologia e técnicas de campo.:183 Embora já tivesse sido autor de duas publicações relacionadas às suas coleções enquanto ainda estava em Yale, entre 1893 e 1896 foi autor de onze publicações enquanto estava em Princeton, cumprindo um de seus desejos de longa data de trabalhar com suas coleções e escrever sobre suas descobertas.:210
Em 1896, Hatcher concebeu, planejou e garantiu a maior parte do financiamento para três expedições à Patagônia, bem como a ideia de publicar os resultados das expedições com financiamento de J. Pierpont Morgan.:263 Na expedição de 1896, ele foi acompanhado por seu cunhado Olaf A. Peterson, que contratou do Museu Americano de História Natural, para descontentamento de Osborn.:213 Na segunda expedição em 1897, o taxidermista AE Coldburn acompanhou Hatcher.:239 Para a terceira expedição, um jovem Barnum Brown do Museu Americano de História Natural acompanhou Hatcher, devido ao acordo de Osborn com Scott.:251 As viagens foram narradas nas Expedições da Universidade de Princeton à Patagônia, 1896-1899. Hatcher produziu doze publicações entre 1897 e 1903 relacionadas a essas expedições.:263 Devido à semelhança da flora e da fauna da Patagônia e da Austrália, ele concluiu que as duas já estiveram ligadas por terra.
Hatcher renunciou a Princeton em 1899, deixando seu cargo em 1900.:263–265

### Museu Carnegie de História Natural

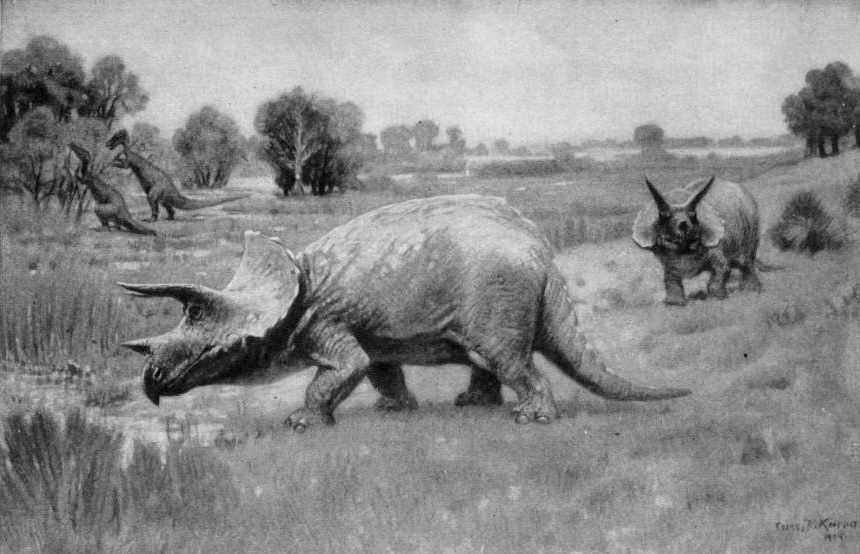
Pintura de Triceratops Hatcher encomendada a Charles R. Knight, publicada em The Ceratopsia (1907)

Começando em 1900, com recomendações de Dana, Marsh, Scott e do presidente de Yale, Timothy Dwight, Hatcher foi contratado por William Jacob Holland como curador de paleontologia e osteologia do Carnegie Museum of Natural History, sucedendo Jacob Lawson Wortman.:290–291 Hatcher supervisionou William Harlow Reed e contratou Charles Whitney Gilmore durante seu tempo no Carnegie Museum.:306–307Além de supervisionar expedições de campo e escavações, foi responsável pela investigação científica e exibição de Diplodocus carnegii, espécie batizada por Hatcher em homenagem a seu patrono Andrew Carnegie (1835–1919), o industrial escocês-americano . Terminados em 1907, os moldes de "Dippy" foram enviados a museus do Reino Unido, Alemanha, França, Áustria, Itália, Rússia, Espanha, Argentina e México.:410 A monografia de Hatcher sobre a descoberta foi publicada em 1901 como Diplodocus Marsh: Its Osteology, Taxonomy, and Provable Habits, with a Restoration of the Skeleton.
Depois de suceder Marsh como paleontólogo do Serviço Geológico dos Estados Unidos, Osborn pediu a Hatcher que completasse uma monografia sobre Ceratopsia iniciada por Marsh, que havia morrido alguns anos antes.:308 Hatcher concordou, mas morreu antes que a publicação fosse concluída; o trabalho foi finalmente concluído por Richard Swann Lull em 1907 e incluiu uma ilustração do famoso paleoartista Charles R. Knight.:394

## Legado
Ele está enterrado no Cemitério Homewood de Pittsburgh. Por 91 anos seu túmulo permaneceu sem identificação (sua viúva e filhos voltaram para Iowa após sua morte). No entanto, na reunião anual de 1995 em Pittsburgh da Sociedade de Paleontologia de Vertebrados, alguns membros compraram-lhe uma lápide gravada com o seu nome e o nome da sua filha, Ruth, e a imagem jateada do Torosaurus.:426
Hatcher é comemorado no nome científico de uma espécie de lagarto sul-americano, Liolaemus hatcheri, e no nome científico de um notoungulado,Johnbell hatcheri.